# Komisja Policji Obojga Narodów
Komisja Policji Obojga Narodów – komisja rządowa utworzona na podstawie ustawy z 21 czerwca 1791 r.
Jej organem zwierzchnim była Straż Praw, Sejm zaś instancją ostateczną w razie konfliktów.
W terenie polecenia Komisji wykonywały Komisje Porządkowe Cywilno-Wojskowe. Władzy jej podlegały miasta królewskie, do pozostałych kierowała rady i ostrzeżenia.
Komisja rozpoczęła działalność 4 lipca 1791 pod prezydencją Michała Jerzego Wandalina Mniszcha, ówczesnego marszałka wielkiego koronnego, szefa Departamentu Policji Rady Nieustającej do czasu jej rozwiązania na początku 1789. Należało do niej 15 wybieranych przez sejm komisarzy (3 z Senatu, 6 ze szlachty i 6 plenipotentów miast), po równi reprezentujących 3 prowincje (wielkopolską, małopolską i Wielkie Księstwo). Komisarze wybierani byli na dwuletnią kadencję z prawem ponownego wyboru, za swoje czynności pobierali pensję. Od kandydatów wymagano doświadczenia w pełnieniu funkcji publicznej oraz cenzusu majątkowego w postaci dziedzicznej nieruchomości. Stanowiska te były niepołączalne z mandatem poselskim, służbą wojskową lub innym urzędem.
Komisja zakończyła działalność w sierpniu 1792 roku.